# Municipio de Cañadas de Obregón
El municipio de Cañadas de Obregón es un municipio del estado de Jalisco, México. Se localiza en la región Altos Sur. Su extensión territorial es de 471.62 km².
La población del municipio ha disminuido a causa de la emigración, generalmente hacia los Estados Unidos. Sus principales fuentes de ingresos económicos son la agricultura y las remesas enviadas por sus connacionales residentes en la Unión Americana.

## Toponimia
Antiguamente era un pequeño poblado, al cual se le denominaba Cañadas. En 1929 cambia su nombre a Villa Obregón, en honor a Álvaro Obregón; sin embargo, el 10 de enero de 1980 nuevamente cambia su nombre a Cañadas de Obregón, recuperando su nombre primitivo.

## Historia
Antes de la conquista de México esta región estaba comprendida dentro del señorío de Coinan y sus habitantes fueron de las tribus nahoas. La conquista la efectuó Pedro Almíndez Chirinos a principios de 1530, enviado por Nuño de Guzmán. Chirinos llegó al lugar destruyendo e incendiando todo lo que encontraba a su paso. Después de él, llegó Cristóbal de Oñate observando una conducta opuesta a la del primero, logrando que las provincias presentasen obediencia a la Corona española.
Por decreto número 1016 del 1 de octubre de 1903 se erigió en municipio y por decreto número 3577 del 2 de marzo de 1929 se cambió su nombre por el de Villa Obregón en memoria del caudillo constitucionalista, Álvaro Obregón. Desde 1825 perteneció al tercer cantón de La Barca y a partir de 1872 al 11 cantón de Teocaltiche. A partir de esa fecha comprendía las comisarías de Cañadas, Valle de Guadalupe, Catachimé, Los Yugos, Rancho de Abajo, Laguna de Santa Gertrudis y El Ejido.

## Descripción geográfica

### Ubicación
El municipio de Cañadas de Obregón se localiza en la región altos Sur del estado de Jalisco. Sus municipios colindantes son Jalostotitlán, Mexticacán, Valle de Guadalupe y Yahualica de González Gallo. Tiene una extensión territorial de 251.30 kilómetros cuadrados.
El municipio colinda al norte con los municipios de Mexticacán y Jalostotitlán; al este con los municipios de Jalostotitlán y Valle de Guadalupe; al sur con los municipios de Valle de Guadalupe y Yahualica de González Gallo; al oeste con los municipios de Yahualica de González Gallo y Mexticacán.

## Medio físico
El 42.6% del municipio tiene terrenos planos, la roca predominante es la extrusiva ácida 43.6%) se trata de rocas ígneas de origen volcánico vertido a la superficie a través de fisuras o volcanes, el suelo predominante es feozem (32.5%), se presenta en cualquier tipo de relieve y clima, excepto en regiones tropicales o lluviosas o zonas muy desérticas. Además, la agricultura (33.8%) es el uso de suelo dominante en el municipio.

### Hidrografía
Los tipos de recursos hídricos del municipio están constituidos por aguas subterráneas, ríos y lagos. El territorio está ubicado dentro de 0 acuíferos de los cuales el 95.4% no tienen disponibilidad y el 4.5% se encuentra con disponibilidad de agua subterránea.
El territorio municipal está dentro de las cuencas Río San Miguel, Río Verde 1, Río del Valle de las cuales el 100.0% tienen disponibilidad y el 0.0% presentan déficit de disponibilidad de agua superficial.
Pertenece a la cuenca hidrológica Lerma-Chapala-Santiago; a la subcuenca río Verde-Grande de Belón. Sus recursos hidrológicos son proporcionados por los ríos: Verde, La Laja, Jalostotitlán y San Miguel. Se encuentran los arroyos: El Salto, La Paleta, El Saltillo y Salitre. Tiene manantiales de aguas termales en Temacapulín.

### Clima. temperatura y precipitación
El municipio de Cañadas de Obregón (100.0%) tiene clima semicálido semihúmedo. La temperatura media anual es de 19.1 °C, mientras que sus máximas y mínimas promedio oscilan entre 32.1 °C y 6.2 °C respectivamente. La precipitación media anual es de 748mm. El régimen de lluvias se registra en junio y julio. El promedio anual de días con heladas es de 16.5. Los vientos dominantes son en dirección del suroeste.

### Sequía
A nivel municipal la sequía moderada es la que tiene una mayor distribución con un 44.1%, siguiendo la sequía severa y extrema con 36 y 16 por ciento.

### Áreas naturales protegidas
Cañadas de Obregón cuenta con 0.2% de humedales sin algún área natural protegida tipificada.

### Flora y fauna
Su flora se compone principalmente de encino, nopal, huizache, palo dulce, granjeno, y pastizales. Su fauna se compone del conejo, la liebre, el tlacuache, el venado y otras especies menores.

## Demografía

### Localidades
En el censo de 2020 el municipio de Cañadas de Obregón contaba con 45 localidades.
| Código INEGI      | Localidad          | Población (2020) |
| ----------------- | ------------------ | ---------------- |
| 141170001         | Cañadas de Obregón | 3 024            |
| Otras localidades | Otras localidades  | 1 364            |
| Total municipal   | Total municipal    | 4 388            |

## Economía y empleo
Conforme a la información del Directorio Estadístico Nacional de Unidades Económicas (DENUE) de INEGI, el municipio de Cañadas de Obregón cuenta con 166 unidades económicas al mes de mayo de 2024 y su distribución por sectores revela un predominio de establecimientos dedicados a Comercio, siendo estos el 50% del total en el municipio. 

### Empleos
Para junio de 2024 el IMSS reportó un total de 342 trabajadores asegurados, lo que representó para el municipio de Cañadas de Obregón un incremento anual de 115 trabajadores en comparación con el mismo mes de 2023, debido al alza del registro de empleo formal de algunos de sus grupos económicos principalmente el de Construcción de edificaciones y de obras de ingeniería civil. En función de los registros del IMSS el grupo económico que más empleos presentó dentro del municipio de Cañadas de Obregón fue el de Construcción de edificaciones y de obras de ingeniería civil, ya que en junio de 2024 registró un total de 272 trabajadores concentrando el 79.53% del total de asegurados en el municipio. El segundo grupo económico con más trabajadores asegurados fue el de Fabricación de alimentos, que para junio de 2024 registró 37 trabajadores asegurados que representan el 10.82% del total de trabajadores asegurados a dicha fecha. Po rultimo, el tercer grupo de mayor registros a seguidad social se encuentra el de trabajos realizados por contratistas especializados con el 3.8%.

## Infraestructura
el municipio cuenta con 16 servicios públicos, de los cuales destacan 13 escuelas, seguido de 5 instalaciones deportivas o recreación y centros de asistencia con 4.

### Salud
De acuerdo con los registros de la secretaría de salud, en el municipio se encuentran 3 unidades de servicio de salud como lo son consultorios, hospitales generales y especializados, oficinas administrativas, farmacias, laboratorios, unidades de medicina familiar, de especialidades médicas y móviles. De las cuales 3 corresponden a la Secretaría de Salud (SSJ).

### Vial
- Medios y vías de comunicación

Cuenta con servicio de correo, telégrafo, teléfono, servicio de radiotelefonía. La transportación se efectúa a través de la carretera Guadalajara-San Luis Potosí. Cuenta con una red de carreteras rurales que comunican las localidades; la transportación se realiza en autobuses públicos o vehículos de alquiler y particulares.

## Demografía y localidades
Según el Censo de Población y Vivienda 2020, su población en ese año era de 4,388 personas; de las cuales el 49.9 por ciento eran hombres y 50.1 por ciento mujeres. Comparando este volumen poblacional con el del año 2015 (4,110 habitantes), se observa que la población municipal aumentó un 6.76 por ciento en cinco años.

### Localidades
En 2020 Cañadas de Obregón contaba con 45 localidades, de éstas, 3 eran de dos viviendas y 18 de una. La localidad de Cañadas de Obregón era la más poblada, con 3,024 personas, que representaban el 68.9% de la población del municipio; le seguía Temacapulín (Temaca) con el 6.1%, El Zapotillo con el 4.9%, La Cueva (Santa Rosalía de la Cueva) con el 3.1% y Los Yugos con el 2.9% del total municipal.

## Migración
El índice de intensidad migratoria se ubicó en 61.14 puntos con un grado de intensidad migratoria alto

## Pobreza por carencia social
Respecto a las carencias sociales en 2020, destaca que el indicador de carencia por acceso a la seguridad social es el acceso a la seguridad social, con un 70.2 por ciento, que en términos absolutos representa 3,095 habitantes. En contraste, el que menos proporción de población presentó fue el de calidad y espacios de la vivienda, con el 3.5 por ciento. Otros indicadores muestran que el rezago educativo, acceso a los servicios de salud, a la alimentación y servicios básicos de la vivienda de ubican en eun porcentaje de 38, 13.8, 13.2 y 10 por ciento siguiendo el orden.

## Índice de desarrollo municipal (IDM)
Cañadas de Obregón obtiene un desarrollo institucional Bajo con un IDM-I de 52.5.

## Promedio mensual de carpetas de investigación
Durante el periodo de junio 2023 a mayo de 2024, se abrieron un total de 8 carpetas de investigación con un promedio de una carpeta abierta mensual en donde el delito de mayor concurencia fue el de lesiones culposas.

## Cultura

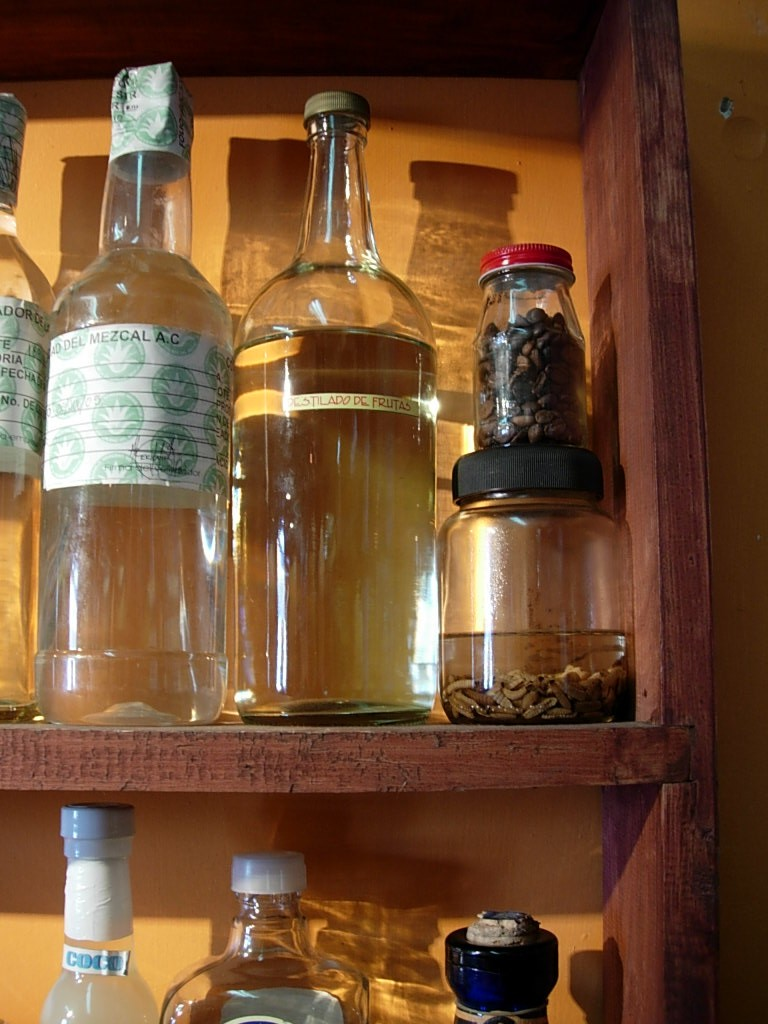
Mezcal.

- Artesanía: artículos bordados, alfarería y muebles.
- Trajes típicos: el traje de charro.
- Gastronomía: destacan el pozole, jocoque y pescado cocido en penca de mezcal; de sus bebidas, el tequila y el mezcal.

### Sitios de interés
| - Parroquia de Nuestra Señora de la Luz, data del siglo XVIII. - Parroquia de Nuestra Señora de los Remedios. - Basílica Lateranense de Temacapulín, data del siglo XVIII. - Presidencia municipal. | - Plaza de Toros Rodolfo Gaona, construida en 1680. - Bosque El Pandito. - Bosque Potrerillos. - Bosque El Laurel. |

### Fiestas
- Día de La Candelaria: del 24 de enero al 5 de febrero.
- Virgen de la Luz: del 16 al 18 de mayo.
- Fiestas populares: el 23 de enero.
- Fiesta de la Virgen de Guadalupe, del 4 al 12 de diciembre.
- Fiestas patrias, el 15 y 16 de septiembre.
- Día de Muertos 2 de noviembre.
- Fiestas en honor al Cristo de la Bondad (Festival de Verano) del último domingo de julio al primer domingo de agosto.

### Personajes
- José Leopoldo González González, primer obispo de la diócesis de Nogales, Sonora.

## Gobierno
Su forma de gobierno es democrática, y cada tres años son elegidos los once regidores integrantes del Cabildo, por votación directa.
El municipio cuenta con 49 localidades; las más importantes son: Cañadas de Obregón (cabecera municipal), Temacapulín, Los Yugos, El Zapotillo y La Cueva.

### Presidentes municipales
| Período     | Presidente municipal           | Partido político | Nota                          |
| ----------- | ------------------------------ | ---------------- | ----------------------------- |
| 1908-1910   | Jesús Jaime                    |                  |                               |
| 1910-1919   | Calixto Alcalá                 |                  |                               |
| 1919-1929   | Teódulo García                 |                  |                               |
| 1929        | Rosario Ramírez                | PNR              |                               |
| 1930        | Jesús Loza Mercado             | PNR              |                               |
| 1930        | Juan Gómez Covarrubias         | PNR              |                               |
| 1931        | Santos Padilla Gómez           | PNR              |                               |
| 1932        | Leopoldo Lomelí Loza           | PNR              |                               |
| 1933        | Feliciano Gómez Gómez          | PNR              |                               |
| 1934-1935   | Feliciano Jiménez Hernández    | PNR              |                               |
| 1936        | Juan Jiménez Gallo             | PNR              |                               |
| 1937-1938   | Francisco Oropeza Jáuregui     | PNR              |                               |
| 1938-1939   | Feliciano Jiménez Hernández    | PRM              |                               |
| 1940        | Fermín Loza Martínez           | PRM              |                               |
| 1944        | Tomás González Martínez        | PRM              |                               |
| 1945-1946   | Procopio Domínguez Gutiérrez   | PRM              |                               |
| 1947        | J. Guadalupe González Gómez    | PRI              |                               |
| 1949-1950   | Maxemín Gómez Gutiérrez        | PRI              |                               |
| 1951-1952   | Elías Jiménez Gómez            | PRI              |                               |
| 1953-1955   | Cesáreo Márquez Muñoz          | PRI              |                               |
| 1956-1958   | Bernardo Íñiguez Íñiguez       | PRI              |                               |
| 1959-1961   | Baudelio Jiménez Gómez         | PRI              |                               |
| 1962-1964   | Bonfilio Gómez Rodríguez       | PRI              |                               |
| 1965-1967   | José González Padilla          | PRI              |                               |
| 1968-1970   | Arturo Martínez González       | PRI              |                               |
| 1971-1973   | Heliodoro Valdivia Ramírez     | PRI              |                               |
| 1974-1976   | Jorge Lomelí Vallejo           | PRI              |                               |
| 1977-1979   | María Ever González Vallejo    | PRI              |                               |
| 1980-1982   | Agustín Ruesga Gallardo        | PRI              |                               |
| 1983-1985   | J. Jesús Carranza Rodríguez    | PRI              |                               |
| 1986-1988   | J. Santos Padilla González     | PRI              |                               |
| 1989-1992   | José Santos González Valdivia  | PRI              |                               |
| 1992-1995   | María Martina Márquez Loza     | PRI              |                               |
| 1995-1997   | José Santos González Valdivia  | PRI              |                               |
| 1997        | Alfredo Carvajal Jáuregui      | PRI              | Interino                      |
| 1998-2000   | Rosalío Álvarez Ibarra         | PRI              |                               |
| 2001-2003   | Samuel Carvajal Jáuregui       | PRI              |                               |
| 2004-2006   | Rosendo Martínez Padilla       | PAN              |                               |
| 2006-2009   | José de Jesús Sáenz Muñoz      | PAN              |                               |
| 2010-2012   | Carlos González Padilla        | PRI              |                               |
| 2013-2015   | Juan Gabriel Ramírez Becerra   | PRI              |                               |
| 2015-2018   | Jaime Gustavo Casillas Vázquez | PRI              |                               |
| 2018-2021   | Reynaldo González Gómez        | PAN PRD MC       | Coalición "Jalisco Al Frente" |
| 01/10/2021- | Miguel Oropeza Ruvalcaba       | PVEM             |                               |